# Hanauerhof (Dielkirchen)
Hanauerhof ist ein Weiler, der zur Gemeinde Dielkirchen im rheinland-pfälzischen Donnersbergkreis gehört.

## Geografische Lage
Hanauerhof liegt im Nordpfälzer Bergland zwei Kilometer östlich der Kerngemeinde.

## Bezeichnung
Ein Zusammenhang mit der hessischen Stadt Hanau oder den Herren und Grafen von Hanau besteht nicht. Der Name ist vielmehr eine verkürzte Form von Hagenauwerhof.

## Geschichte
Der Hanauerhof wurde erstmals als Hagenauwe in einer Urkunde aus dem Jahr 1149 erwähnt. Der Hof war eine Schenkung an das Kloster Otterberg, in dessen Besitz der Hof auch bis weit in die Neuzeit hinein blieb. Im 16. Jahrhundert fiel der Hanauerhof wüst, wurde aber später erneut besiedelt.
Um 1865 hatte Hanauerhof 33 Einwohner und 14 Gebäude, alle Einwohner waren protestantisch und gehörten zur Pfarrei Dielkirchen.